# Huney
Huney és una illa deshabitada propera a l'illa d'Unst, a les illes Shetland, Escòcia. Es troba localitzada a aproximadament 1 km al sud-oest de l'illa de Balta.
L'illa ocupa una superfície de 17 hectàrees i la seva altitud màxima sobre el nivell del mar és de 19 metres.
Huney queda connectada amb Unst quan la marea és extremadament baixa per un tómbol d'arena.